# Wimbledon 1980
De 94e editie van het Britse grandslamtoernooi, Wimbledon 1980, werd gehouden van maandag 23 juni tot en met zaterdag 5 juli 1980. Voor de vrouwen was het de 87e editie van het graskampioenschap. Het toernooi werd gespeeld bij de All England Lawn Tennis and Croquet Club in de wijk Wimbledon van de Britse hoofdstad Londen.
Op de enige zondag tijdens het toernooi (Middle Sunday) werd traditioneel niet gespeeld.
Het toernooi van 1980 trok 333.764 toeschouwers.

## Belangrijkste uitslagen
Mannenenkelspel

Finale: Björn Borg (Zweden) won van John McEnroe (Verenigde Staten) met 1-6, 7-5, 6-3, 6-7, 8-6
Vrouwenenkelspel

Finale: Evonne Cawley (Australië) won van Chris Evert-Lloyd (Verenigde Staten) met 6-1, 7-6
Mannendubbelspel

Finale: Peter McNamara (Australië) en Paul McNamee (Australië) wonnen van Bob Lutz (Verenigde Staten) en Stan Smith (Verenigde Staten) met 7-6, 6-3, 6-7, 6-4
Vrouwendubbelspel

Finale: Kathy Jordan (Verenigde Staten) en Anne Smith (Verenigde Staten) wonnen van Rosie Casals (Verenigde Staten) en Wendy Turnbull (Australië) met 4-6, 7-5, 6-1
Gemengd dubbelspel

Finale: Tracy Austin (Verenigde Staten) en John Austin (Verenigde Staten) wonnen van Dianne Fromholtz (Australië) en Mark Edmondson (Australië) met 4-6, 7-6, 6-3
Meisjesenkelspel

Finale: Debbie Freeman (Australië) won van Susan Leo (Australië) met 7-6, 7-5 
Jongensenkelspel

Finale: Thierry Tulasne (Frankrijk) won van Hans-Dieter Beutel (Duitsland) met 6-4, 3-6, 6-4 
Dubbelspel bij de junioren werd voor het eerst in 1982 gespeeld.

## Toeschouwersaantallen en bezoekerscapaciteit
|           |        | Eerste week |         | Tweede week |
| --------- | ------ | ----------- | ------- | ----------- |
| Maandag   |        | 26.691      |         | 30.119      |
| Dinsdag   | 28.103 | 24.681      |         |             |
| Woensdag  | 35.622 | 26.570      |         |             |
| Donderdag | 34.640 | 24.265      |         |             |
| Vrijdag   | 35.693 | 19.254      |         |             |
| Zaterdag  | 29.561 | 18.565      |         |             |
| Zondag    | –      | –           |         |             |
| Totaal    |        | 333.764     | 333.764 | 333.764     |

|  | = slecht weer (meer dan twee uur niet gespeeld) |
|  | = gehele dag niet gespeeld, vanwege de regen    |

| Baan                           | Zitplaatsen                    | Staanplaatsen                  |                                | Baan                           | Zitplaatsen   |
| ------------------------------ | ------------------------------ | ------------------------------ | ------------------------------ | ------------------------------ | ------------- |
| Centre Court                   | 11.739                         | 2.750                          |                                | Court No. 9                    | –             |
| Court No. 1                    | 5.100                          | 1.500                          | Court No. 10                   | –                              |               |
| Court No. 2                    | 2.020                          | 1.000                          | Court No. 11                   | –                              |               |
| Court No. 3                    | 800                            | –                              | Court No. 12                   | –                              |               |
| Court No. 4                    | –                              | –                              | Court No. 13                   | 1.450                          |               |
| Court No. 5                    | –                              | –                              | Court No. 14                   | 740                            |               |
| Court No. 6                    | 250                            | –                              | Court No. 15                   | –                              |               |
| Court No. 7                    | 250                            | –                              | Court No. 16                   | –                              |               |
| Court No. 8                    | –                              | –                              | Court No. 17                   | –                              |               |
| Totaal zitplaatsen             | Totaal zitplaatsen             | Totaal zitplaatsen             | Totaal zitplaatsen             | Totaal zitplaatsen             | 22.349        |
| Totaal staanplaatsen           | Totaal staanplaatsen           | Totaal staanplaatsen           | Totaal staanplaatsen           | Totaal staanplaatsen           | 5.250         |
|                                |                                |                                |                                |                                |               |
| Bezoekerscapaciteit tennispark | Bezoekerscapaciteit tennispark | Bezoekerscapaciteit tennispark | Bezoekerscapaciteit tennispark | Bezoekerscapaciteit tennispark | 31.000-32.000 |

1877 · 1878 · 1879 · 1880 · 1881 · 1882 · 1883 · 1884 · 1885 · 1886 · 1887 · 1888 · 1889 · 1890 · 1891 · 1892 · 1893 · 1894 · 1895 · 1896 · 1897 · 1898 · 1899 · 1900 · 1901 · 1902 · 1903 · 1904 · 1905 · 1906 · 1907 · 1908 · 1909 · 1910 · 1911 · 1912 · 1913 · 1914 · 1915–1918 · 1919 · 1920 · 1921 · 1922 · 1923 · 1924 · 1925 · 1926 · 1927 · 1928 · 1929 · 1930 · 1931 · 1932 · 1933 · 1934 · 1935 · 1936 · 1937 · 1938 · 1939 · 1940–1945 · 1946 · 1947 · 1948 · 1949 · 1950 · 1951 · 1952 · 1953 · 1954 · 1955 · 1956 · 1957 · 1958 · 1959 · 1960 · 1961 · 1962 · 1963 · 1964 · 1965 · 1966 · 1967
↓ open tijdperk ↓
1968 (m-v-md-vd-gd) · 1969 (m-v-md-vd-gd) · 1970 (m-v-md-vd-gd) · 1971 (m-v-md-vd-gd) · 1972 (m-v-md-vd-gd) · 1973 (m-v-md-vd-gd) · 1974 (m-v-md-vd-gd) · 1975 (m-v-md-vd-gd) · 1976 (m-v-md-vd-gd) · 1977 (m-v-md-vd-gd) · 1978 (m-v-md-vd-gd) · 1979 (m-v-md-vd-gd) · 1980 (m-v-md-vd-gd) · 1981 (m-v-md-vd-gd) · 1982 (m-v-md-vd-gd) · 1983 (m-v-md-vd-gd) · 1984 (m-v-md-vd-gd) · 1985 (m-v-md-vd-gd) · 1986 (m-v-md-vd-gd) · 1987 (m-v-md-vd-gd) · 1988 (m-v-md-vd-gd) · 1989 (m-v-md-vd-gd) · 1990 (m-v-md-vd-gd) · 1991 (m-v-md-vd-gd) · 1992 (m-v-md-vd-gd) · 1993 (m-v-md-vd-gd) · 1994 (m-v-md-vd-gd) · 1995 (m-v-md-vd-gd) · 1996 (m-v-md-vd-gd) · 1997 (m-v-md-vd-gd) · 1998 (m-v-md-vd-gd) · 1999 (m-v-md-vd-gd) · 2000 (m-v-md-vd-gd) · 2001 (m-v-md-vd-gd) · 2002 (m-v-md-vd-gd) · 2003 (m-v-md-vd-gd) · 2004 (m-v-md-vd-gd) · 2005 (m-v-md-vd-gd) · 2006 (m-v-md-vd-gd) · 2007 (m-v-md-vd-gd) · 2008 (m-v-md-vd-gd) · 2009 (m-v-md-vd-gd) · 2010 (m-v-md-vd-gd) · 2011 (m-v-md-vd-gd) · 2012 (m-v-md-vd-gd) · 2013 (m-v-md-vd-gd) · 2014 (m-v-md-vd-gd) · 2015 (m-v-md-vd-gd) · 2016 (m-v-md-vd-gd) · 2017 (m-v-md-vd-gd) · 2018 (m-v-md-vd-gd) · 2019 (m-v-md-vd-gd) · 2020 · 2021 (m-v-md-vd-gd) · 2022 (m-v-md-vd-gd) · 2023 (m-v-md-vd-gd) · 2024 (m-v-md-vd-gd)
Lijst van Wimbledonwinnaars · Toernooien per editie